# Atlantische dwerginktvis
De Atlantische dwerginktvis (Sepiola atlantica) is een inktvis uit de familie van de Sepiolidae.

## Kenmerken
Deze inktvis kan een lengte bereiken van 2 tot 5 centimeter.

## Leefwijze
De soort voedt zich met kleine kreeftachtigen en visjes.

## Verspreiding en leefgebied
Deze soort komt voor in de Atlantische Oceaan, Noordzee en Middellandse Zee.
In Nederland komt de soort 's zomers vrij algemeen voor in de Oosterschelde en in het stilstaande zoute water van de Grevelingen. In België is de soort vrij algemeen over het ganse Belgische deel van de Noordzee.